# Laura Allende Gossens
Laura Allende Gossens (Valparaíso, 3 de setembre de 1911 - l'Havana, Cuba, 23 de maig de 1981) va ser una política xilena.

## Família
Laura Allende va ser la sisena i darrera filla del matrimoni conformat per l'advocat i periodista xilè Salvador Allende Castro, i Laura Gossens Uribe. Era, per tant, germana del president de Xile, Salvador Allende.
Allende va cursar estudis en el Col·legi dels Sagrats Cors de Monges Franceses, de Valparaíso, i en el Liceu de Viña del Mar.
Es va casar amb Gastón Pascal, amb qui va tenir quatre fills: Pedro, Denise, Mariana i Andrés. D'ells, tant Denise com Andrés han tingut destacades carreres polítiques, la primera com a diputada pel Partit Socialista des de 2006, i el segon com a membre fundador del Moviment d'Esquerra Revolucionària (MIR).

## Carrera política
Va ingressar a la joventut del Partit Socialista de Xile (PS). Més tard va arribar a formar part del Comitè central del PS. Va treballar en el Departament del Cobre (futura Corporació del Cobre) entre 1955-1965.
Dins el muralisme polític xilè es va formar el 1988 com a part de la Brigada Elmo Català (BEC) del PS, la Brigada Laura Allende (BLA), la qual estava composta només per dones i amb una temàtica femenina (la dona i el treball i la política) i usava colors com el lila i el verd poma.
Va ser escollida diputada per la 7ª agrupació departamental de Santiago per al període 1964-1969 i reelegida en els períodes 1969-1973 i 1973-1977.

## Durant la dictadura militar
Després del Cop d'Estat d'Augusto Pinochet, en què va morir el seu germà Salvador, i després de l'inici de la dictadura militar, va ser detinguda al novembre de 1974 al costat de la seva filla Marianne. Va estar dos anys empresonada. Posteriorment va ser expulsada del país; es va radicar primer a Mèxic i des de 1976 i fins a la seva mort a Cuba.

## Últims anys
Laura Allende va emmalaltir de càncer i, enmig de la clandestinitat, oculta a l'Hotel Rivera de l'Havana, Cuba, sense possibilitats de traslladar-se a un altre lloc per rebre un millor tractament, va decidir llevar-se la vida el 23 de maig de 1981. Abans de morir, va deixar una carta de comiat a Fidel Castro.

## Historial electoral

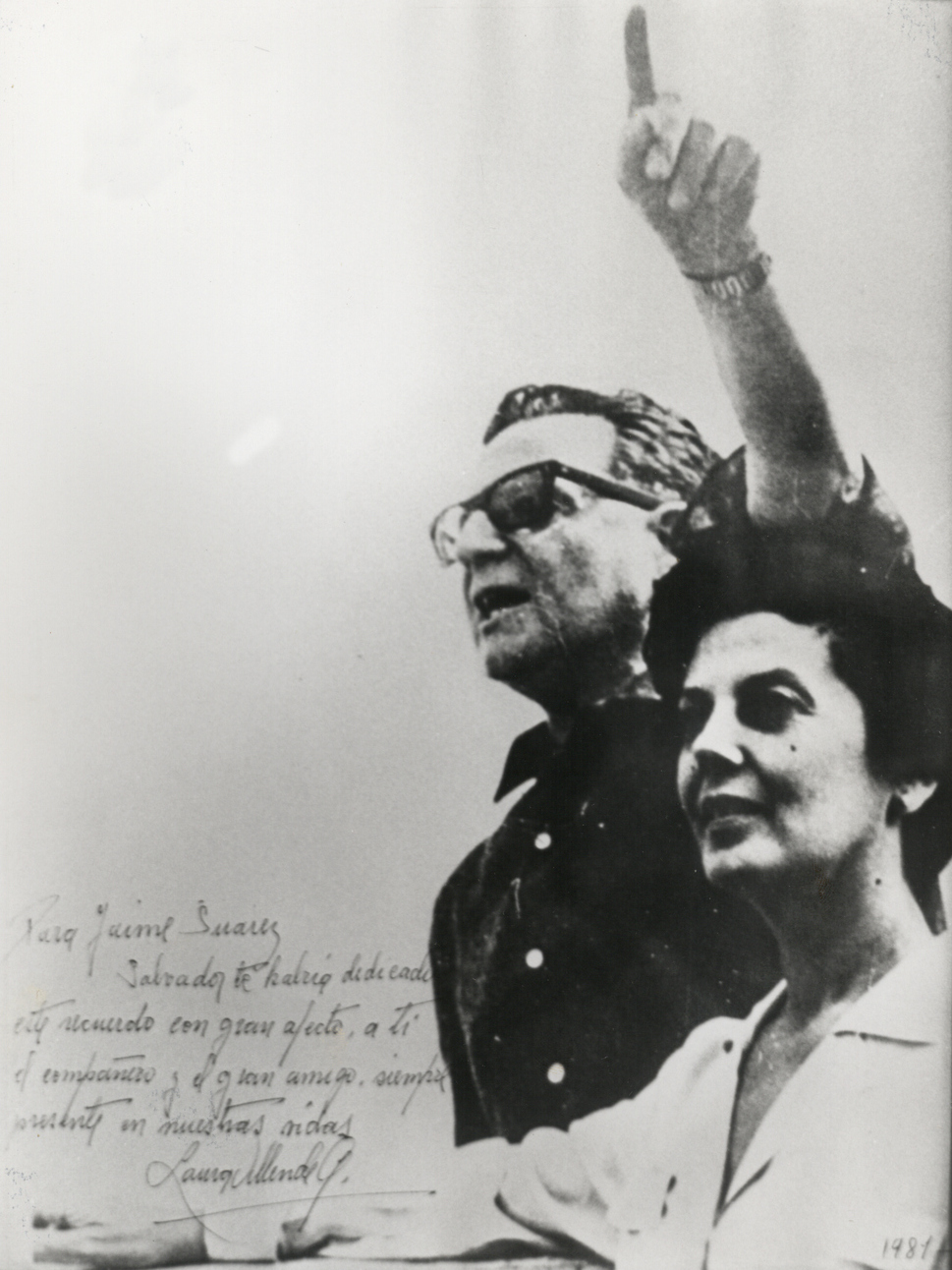
Fotografia de Laura Allende amb el seu germà Salvador.

### Eleccions parlamentàries 1969
- Eleccions Parlamentàries de 1969 per la 7ª Agrupació Departamental, Talagante.[3]

| Candidat                 | Pacte                 | Partit | Vots   | % | Resultat |
| ------------------------ | --------------------- | ------ | ------ | - | -------- |
| Gladys Marin Mille       | Front d'Acció Popular | PC     | 32 158 | - | Diputada |
| Laura Allende Gossens    | Front d'Acció Popular | PG     | 29 288 | - | Diputada |
| Fernando Buzeta González | PDC                   | PDC    | 28 980 | - | Diputat  |
| Manuel Tagle Valdes      | PN                    | PN     | 15 520 | - | Diputat  |
| Blanca Retamal Contreras | PDC                   | PDC    | 12 704 | - | Diputada |

### Eleccions parlamentàries 1973
- Eleccions Parlamentàries de 1973 per la 7ª Agrupació Departamental, Talagante.[4]

| Candidat                 | Pacte                         | Partit | Vots   | % | Resultat |
| ------------------------ | ----------------------------- | ------ | ------ | - | -------- |
| Laura Allende Gossens    | Unitat Popular                | PG     | 88 974 | - | Diputada |
| Luciano Vásquez Muruaga  | Confederació de la Democràcia | PN     | 52 486 | - | Diputat  |
| Sergio Saavedra Viollier | Confederació de la Democràcia | PDC    | 50 647 | - | Diputat  |
| Eliana Araníbar Figueroa | Unitat Popular                | PC     | 44 419 | - | Diputada |
| Blanca Retamal Contreras | Confederació de la Democràcia | PDC    | 36 938 | - | Diputada |